# Vaux-sur-Aure
Vaux-sur-Aure é uma comuna francesa na região administrativa da Normandia, no departamento Calvados. Estende-se por uma área de 7,53 km². Em 2010 a comuna tinha 333 habitantes (densidade: 44,2 hab./km²).